# Pepe Díaz Lastra
José "Pepe" Díaz Lastra (La Habana, 17 de noviembre de 1928 - Buenos Aires, 12 de febrero de 2007) fue un actor y locutor de origen cubano radicado en Argentina, país en el que desarrolló fundamentalmente su carrera artística.

## Biografía
Emigró a la Argentina en la década de 1950, y tuvo un notorio éxito en el ciclo humorístico de TV de los años 1960 "Viendo a Biondi", como contrafigura de quien en la vida real fuera su suegro, el actor cómico argentino Pepe Biondi. 
Curiosamente en la mayoría de los sketches en los que participaba, Lastra interpretaba el papel de suegro de Biondi, a quien, en arranques de ira causados por su torpeza, golpeaba repetidamente.
Del mismo modo Lastra realizó el doblaje para Argentina de la voz del marido de Lucille Ball (Desi Arnaz), en la afamada serie estadounidense "I Love Lucy".
Participó en importantes ciclos cómicos, tales como "La Tuerca", "Estancia La Rosada" o el citado "Viendo a Biondi", acompañando a lo largo de los años, tanto en cine como en TV, a figuras de la comedia argentina como el mencionado Pepe Biondi, Juan Carlos Altavista, Tristán o Carlitos Balá, Alberto Olmedo  entre otros.
Durante sus últimos años se desempeñó como recepcionista en un elegante edificio del centro porteño, hasta que se produjo su deceso en 2007, a los 78 años de edad.
Sus restos descansan en el panteón de actores del Cementerio de la Chacarita, en Buenos Aires. Su esposa fue la hija de Biondi, Margarita Biondi, con quien se casó en Cuba el 23 de agosto de 1958, y tuvieron dos hijos Jorge y Marcelo Gustavo Díaz Lastra.

## Filmografía y televisión
- Experto en ortología (1991)
- Enfermero de día, camarero de noche (1990)
- Tres alegres fugitivos (1988)
- No toca botón (1987)
- El telo y la tele (1985)
- La Tuerca (1982) serie de TV
- El tío Disparate (1978)
- Patapúfete (1967)
- El desastrólogo (1964)
- Viendo a Biondi (1961-1969) serie de TV
- La Vida Comienza Ahora  (1960)